# 光啟科學
光啟科學有限公司，簡稱光啟科學（英語：KuangChi Science Limited，港交所：0439），前身為「英發國際有限公司」，是一家在香港交易所上市的公司，在1955年由當時主席馮廣發創立，其後該股份連同權證在1992年3月11日於港交所主板上市。
英發國際時業務在全球經營製造及銷售紙包裝產品及紙製禮品以及印刷紙製宣傳品。 被深圳光啟集團(光启高等理工研究院)收購作為上市香港跳板後，以航太和先進概念研發為主。
主席為劉若鵬博士，行政總裁為王顯碩。總部當時位於香港中環皇后大道中110–116號永恒商業大廈9樓906室，現時總部位於香港新界白石角香港科學園科技大道西16號16W大樓5樓 515-518室。

## 争议

### 深圳三大骗
因长期享受政府对于高科技企业的政策优待，但又迟迟交不出市场化的亮眼产品，有论者将柔宇科技和华大基因、光启科学并称“深圳三大骗”。